# Lijst van rijksmonumenten in Heusden (gemeente)
De gemeente Heusden telt 186 inschrijvingen in het rijksmonumentenregister. Hieronder een overzicht. 

## Doeveren
De plaats Doeveren telt 3 inschrijvingen in het rijksmonumentenregister.
| Object                     | Oorspronkelijke functie? | Bouwjaar | Architect | Locatie                         | Coördinaten?                 | Nr.?   | Afbeelding             |
| -------------------------- | ------------------------ | -------- | --------- | ------------------------------- | ---------------------------- | ------ | ---------------------- |
| De Bovenlandsche sluis     | Waterkering en -doorlaat | 1500     |           | ten Z-Oosten bebouwde kom (bij) | 51° 42' 55" NB, 5° 6' 1" OL  | 517336 | De Bovenlandsche sluis |
| De Oud-Heusdensche sluis 1 | Waterkering en -doorlaat | 1500     |           | ten Z-Oosten bebouwde kom (bij) | 51° 43' 14" NB, 5° 5' 28" OL | 517337 | Upload foto            |
| De Oud-Heusdensche sluis 2 | Waterkering en -doorlaat | 1500     |           | ten Z-Oosten bebouwde kom (bij) | 51° 43' 14" NB, 5° 5' 28" OL | 517338 | Upload foto            |

## Drunen
De plaats Drunen telt 7 inschrijvingen in het rijksmonumentenregister.
| Object | Oorspronkelijke functie?  | Bouwjaar               | Architect      | Locatie                                            | Coördinaten?                 | Nr.?   | Afbeelding                                                                              |
| --- | ------------------------- | ---------------------- | -------------- | -------------------------------------------------- | ---------------------------- | ------ | --------------------------------------------------------------------------------------- |
| Boerderij van het in de Langstraat gebruikelijke type. Met riet gedekt wolfdak, voorgevel met vlechtingen, vensters met zes-, negen-, twaalf- en twintigruitsschuiframen | Boerderij                 | midden 19e eeuw        |                | Kleinestraat 19                                    | 51° 41' 19" NB, 5° 7' 10" OL | 14138  | Meer afbeeldingen                                                                       |
| Hertogin van Brabant | Industrie- en poldermolen | 1838                   |                | Parallelweg 8                                      | 51° 41' 30" NB, 5° 6' 55" OL | 14139  | Meer afbeeldingen                                                                       |
| Boerderij met dwarshuis en langsdeel onder rieten wolfdak. Kruiskozijn met onderluiken                                                                                   | Boerderij                 | laatste helft 17e eeuw |                | Fellenoord 4                                       | 51° 39' 41" NB, 5° 7' 4" OL  | 14141  | Meer afbeeldingen                                                                       |
| Gemeentehuis in de stijl van de Delftse School | Bestuursgebouw en onderdl | 1939-1940              | Edmond Nijsten | Raadhuisplein 16                                   | 51° 41' 12" NB, 5° 7' 54" OL | 517348 | Meer afbeeldingen                                                                       |
| Voormalige spoorbrug, onderdeel van de Langstraatlijn, tegenwoordig in gebruik als onderdeel van een fietsroute tussen Drunen en Waalwijk                                | Brug                      | 1881                   |                | Langs de Langstraatlijn. (bij)                     | 51° 41' 26" NB, 5° 6' 37" OL | 517349 | Meer afbeeldingen                                                                       |
| Voormalige spoorbrug, onderdeel van de Langstraatlijn, tegenwoordig in gebruik als onderdeel van een fietsroute tussen Drunen en Waalwijk                                | Brug                      | 1881 / 1885            |                | langs de Langstraatlijn (bij)(foto:)Tegel bij brug | 51° 41' 27" NB, 5° 6' 41" OL | 517350 | Meer afbeeldingen                                                                       |
| Voormalige kortgevelboerderij met middenlangsdeel onder rieten zadeldak met wolfseinden                                                                                  | Boerderij                 | 1875-1925              |                | Grotestraat 47                                     | 51° 41' 14" NB, 5° 7' 28" OL | 526444 | Voormalige kortgevelboerderij met middenlangsdeel onder rieten zadeldak met wolfseinden |

## Elshout
De plaats Elshout telt 2 inschrijvingen in het rijksmonumentenregister.
| Object | Oorspronkelijke functie? | Bouwjaar | Architect            | Locatie         | Coördinaten?                | Nr.?   | Afbeelding        |
| --- | ------------------------ | -------- | -------------------- | --------------- | --------------------------- | ------ | ----------------- |
| Pand op L-vormige plattegrond onder rieten wolfdak, dat aan de achterzijde aansluit tegen een puntgevel met vlechtingen. In de voorgevel vensters met zesruitsschuiframen | Boerderij                | 18e eeuw |                      | Heusdenseweg 17 | 51° 42' 8" NB, 5° 8' 30" OL | 14140  | Meer afbeeldingen |
| Pastorie | Kerkelijke dienstwoning  | 1899     | J.H. van den Abeelen | Kerkstraat 35   | 51° 42' 4" NB, 5° 8' 10" OL | 517347 | Pastorie          |

## Giersbergen
De plaats Giersbergen telt 1 inschrijving in het rijksmonumentenregister.
| Object | Oorspronkelijke functie? | Bouwjaar | Architect | Locatie        | Coördinaten?                | Nr.?  | Afbeelding        |
| --- | ------------------------ | -------- | --------- | -------------- | --------------------------- | ----- | ----------------- |
| Boerderij van het Langstraatse dwarsdeeltype, onder rieten wolfdak; ramen met kleine roedenverdeling en luiken; afzonderlijke schuur van hout en riet onder rieten wolfdak; afzonderlijke bakstenen schuur onder rieten wolfdak | Boerderij                |          |           | Giersbergen 2A | 51° 39' 25" NB, 5° 9' 0" OL | 14142 | Meer afbeeldingen |

## Haarsteeg
De plaats Haarsteeg telt 2 inschrijvingen in het rijksmonumentenregister.
| Object                                                                          | Oorspronkelijke functie? | Bouwjaar        | Architect | Locatie              | Coördinaten?                  | Nr.?   | Afbeelding                                                  |
| ------------------------------------------------------------------------------- | ------------------------ | --------------- | --------- | -------------------- | ----------------------------- | ------ | ----------------------------------------------------------- |
| Boerderij van het Langstraatse type, met theekoepel, stenen schuur en koetshuis | Boerderij                | midden 19e eeuw |           | Haarsteegsestraat 76 | 51° 42' 33" NB, 5° 11' 24" OL | 37874  | Meer afbeeldingen                                           |
| Boerderij, deel uitmakend van de lintbebouwing in Haarsteeg                     | Boerderij                | ca. 1910        |           | Haarsteegsestraat 43 | 51° 42' 34" NB, 5° 11' 45" OL | 517320 | Boerderij, deel uitmakend van de lintbebouwing in Haarsteeg |

## Hedikhuizen
De plaats Hedikhuizen telt 3 inschrijvingen in het rijksmonumentenregister.
| Object | Oorspronkelijke functie?  | Bouwjaar | Architect | Locatie             | Coördinaten?                  | Nr.?   | Afbeelding        |
| --- | ------------------------- | -------- | --------- | ------------------- | ----------------------------- | ------ | ----------------- |
| Eenbeukig gotisch kerkje van baksteen, bestaande uit driezijdige gesloten koor en een travee. Steen met jaartal boven ingang zuidzijde. Voor de vernieuwde westmuur de resten van een romaanse voorgangster: een tufstenen travee-restant met kolonetten en gewelfaanzet | Kerk en kerkonderdeel     | 15e eeuw |           | Hoge Maasdijk 9     | 51° 43' 43" NB, 5° 11' 23" OL | 22121  | Meer afbeeldingen |
| Militair magazijn op door gracht en vestinggordel omgeven terrein. Gebouw onder twee met rode pannen gedekte schilddaken, spleetvensters en vensters met hardstenen omlijsting. Twee toegangspoorten in de wal en een brug                                               | Fort, vesting en -onderdl |          |           | Rietveldenweg 2     | 51° 43' 39" NB, 5° 11' 5" OL  | 22122  | Meer afbeeldingen |
| Inundatiesluis bij fort Hedikhuizen | Waterkering en -doorlaat  | 1862     |           | Hoge Maasdijk bij 1 | 51° 43' 27" NB, 5° 11' 4" OL  | 458372 | Meer afbeeldingen |

## Heesbeen
De plaats Heesbeen telt 5 inschrijvingen in het rijksmonumentenregister.
| Object | Oorspronkelijke functie? | Bouwjaar                                        | Architect | Locatie        | Coördinaten?                 | Nr.?  | Afbeelding                                                                                          |
| --- | ------------------------ | ----------------------------------------------- | --------- | -------------- | ---------------------------- | ----- | --------------------------------------------------------------------------------------------------- |
| Huis onder zadeldak tussen zijtopgevels, 9-ruitsvensters aan de voorzijde. Gedeeltelijk wit geverfd                               | Woonhuis                 |                                                 |           | Grotestraat 23 | 51° 43' 48" NB, 5° 7' 13" OL | 22117 | Huis onder zadeldak tussen zijtopgevels, 9-ruitsvensters aan de voorzijde. Gedeeltelijk wit geverfd |
| Dorpskerk | Kerk en kerkonderdeel    | 14e eeuw                                        |           | Grotestraat 29 | 51° 43' 47" NB, 5° 7' 11" OL | 22118 | Meer afbeeldingen                                                                                   |
| Nederlands Hervormde Consistorie: dwarshuis onder rieten zadeldak tussen zijtopgevels; ramen met kleine roedenverdeling en luiken | Woonhuis                 | 17e eeuw                                        |           | Grotestraat 31 | 51° 43' 48" NB, 5° 7' 9" OL  | 22119 | Meer afbeeldingen                                                                                   |
| Boerderij van het Altenase dwarsdeeltype, met dwarspand aan het woongedeelte. Afzonderlijk bakhuis                                | Boerderij                | begin 19e eeuw                                  |           | Grotestraat 20 | 51° 43' 49" NB, 5° 7' 10" OL | 22120 | Meer afbeeldingen                                                                                   |
| Terrein waarin sporen van bewoning                                                                                                | Archeologisch monument   | IJzertijd, Romeinse tijd en vroege-Middeleeuwen |           |                | 51° 43' 45" NB, 5° 7' 12" OL | 45553 | Upload foto                                                                                         |

## Herpt
De plaats Herpt telt 3 inschrijvingen in het rijksmonumentenregister.
| Object | Oorspronkelijke functie? | Bouwjaar  | Architect | Locatie      | Coördinaten?                | Nr.?   | Afbeelding                                                                                 |
| --- | ------------------------ | --------- | --------- | ------------ | --------------------------- | ------ | ------------------------------------------------------------------------------------------ |
| Boerderij: woongedeelte in een Ambachtelijk-traditionele bouwtrant | Boerderij                | ca. 1914  |           | Hoefstraat 4 | 51° 44' 3" NB, 5° 9' 47" OL | 517314 | Boerderij: woongedeelte in een Ambachtelijk-traditionele bouwtrant                         |
| Boerderij: voormalige stroopfabriek/varkensstal in een Ambachtelijk-traditionele bouwtrant                                                                                       | Boerderij                | 1890      |           | Hoefstraat 4 | 51° 44' 3" NB, 5° 9' 47" OL | 517315 | Boerderij: voormalige stroopfabriek/varkensstal in een Ambachtelijk-traditionele bouwtrant |
| Boerderij: bakhuis in een Ambachtelijk-traditionele bouwtrant. Het geheel vrijstaande bakhuisje is enkele meters van de zuidzijde van de boerderij, op het achtererf, gesitueerd | Boerderij                | 1914-1916 |           | Hoefstraat 4 | 51° 44' 3" NB, 5° 9' 47" OL | 525781 | Meer afbeeldingen                                                                          |

## Heusden
De plaats Heusden telt 122 inschrijvingen in het rijksmonumentenregister. Zie Lijst van rijksmonumenten in Heusden (plaats) voor een overzicht.

## Nieuwkuijk
De plaats Nieuwkuijk telt 11 inschrijvingen in het rijksmonumentenregister.
| Object | Oorspronkelijke functie?  | Bouwjaar         | Architect | Locatie                       | Coördinaten?                  | Nr.?   | Afbeelding |
| --- | ------------------------- | ---------------- | --------- | ----------------------------- | ----------------------------- | ------ | --- |
| Hardstenen grenspaal met het wapen en de naam van Heusden | Grensafbakening           | 1785 (jaartal)   |           | Goudenregenstraat bij 4       | 51° 41' 17" NB, 5° 11' 1" OL  | 37875  | Meer afbeeldingen |
| Emmamolen | Industrie- en poldermolen | 1885             |           | Sint Jorisstraat bij 16       | 51° 41' 20" NB, 5° 10' 44" OL | 37876  | Meer afbeeldingen |
| Gebouwencomplex, bestaande uit verschillende vleugels, voorzien van zadeldaken, afsluitende topgevels, deels met schuiframen in kleine roedenverdeling, deels met spitsboogvensters                                                                                    | Kasteel, buitenplaats     | 18e/19e eeuw     |           | Kasteellaan 1                 | 51° 41' 34" NB, 5° 10' 11" OL | 37877  | Meer afbeeldingen |
| Van het voormalige Kasteel Onsenoort, thans klooster, is een zware rechthoekige toren overgebleven, met latere verhoging. Klokkenstoel met twee klokken van Cavallier. A. Carrepuis, 1891, diam. resp. 66,5 en 53 cm en een klok van Q. de Visser, 1697, diam. 46,5 cm | Kasteel, buitenplaats     | 14e eeuw         |           | Abdijlaan bij 6               | 51° 42' 13" NB, 5° 11' 32" OL | 37878  | Meer afbeeldingen |
| Klooster Mariënkroon, hoofdgebouw | Klooster, kloosteronderdl | 1910 / 1934      |           | Abdijlaan 6                   | 51° 42' 13" NB, 5° 11' 32" OL | 517305 | Klooster Mariënkroon, hoofdgebouw |
| Eénlaags dienstgebouw, van het kasteel. Later opgehoogd met een verdieping. | Dienstwoning              | 1910 (opgehoogd) |           | Abdijlaan 6                   | 51° 42' 13" NB, 5° 11' 32" OL | 517306 | Eénlaags dienstgebouw, van het kasteel. Later opgehoogd met een verdieping. |
| Grafmonument van de bezitters van Onsenoort en Nieuwkuijk op het kerkhof achter de rooms-katholieke kerk Heilige Johannes Geboorte in Eclectische stijl. Het graf ligt in het middenvak van het linkergedeelte van de begraafplaats, dicht achter de kerk              | Begraafplaats en -onderdl | 1901             |           | Nieuwkuijksestraat bij 96     | 51° 41' 31" NB, 5° 10' 48" OL | 517329 | Grafmonument van de bezitters van Onsenoort en Nieuwkuijk op het kerkhof achter de rooms-katholieke kerk Heilige Johannes Geboorte in Eclectische stijl. Het graf ligt in het middenvak van het linkergedeelte van de begraafplaats, dicht achter de kerk |
| Poortgebouw van het klooster Mariënkroon in traditionalistische stijl | Klooster, kloosteronderdl | 1934             |           | Abdijlaan 6                   | 51° 42' 13" NB, 5° 11' 32" OL | 525774 | Poortgebouw van het klooster Mariënkroon in traditionalistische stijl |
| Gietijzeren boogbrug | Brug                      | ca. 1910         |           | Abdijlaan bij 6               | 51° 42' 7" NB, 5° 11' 28" OL  | 525783 | Gietijzeren boogbrug |
| Grafmonument van de familie Van der Aa op het kerkhof achter de rooms-katholieke kerk Heilige Johannes Geboorte. Het graf ligt in het middenvak van het linkergedeelte van de begraafplaats, dicht achter de kerk                                                      | Begraafplaats en -onderdl | 1901             |           | Nieuwkuijksestraat 96bij      | 51° 41' 31" NB, 5° 10' 48" OL | 525786 | Grafmonument van de familie Van der Aa op het kerkhof achter de rooms-katholieke kerk Heilige Johannes Geboorte. Het graf ligt in het middenvak van het linkergedeelte van de begraafplaats, dicht achter de kerk                                         |
| Grafmonument van J.M.A. Smolders op het kerkhof achter de rooms-katholieke kerk Heilige Johannes Geboorte. Het graf ligt in het middenvak van het linkergedeelte van de begraafplaats, dicht achter de kerk                                                            | Begraafplaats en -onderdl | 1915             |           | Nieuwkuijksestraat 94achter94 | 51° 41' 31" NB, 5° 10' 48" OL | 525787 | Grafmonument van J.M.A. Smolders op het kerkhof achter de rooms-katholieke kerk Heilige Johannes Geboorte. Het graf ligt in het middenvak van het linkergedeelte van de begraafplaats, dicht achter de kerk                                               |

## Vlijmen
De plaats Vlijmen telt 26 inschrijvingen in het rijksmonumentenregister. Zie Lijst van rijksmonumenten in Vlijmen voor een overzicht.
's-Hertogenbosch ·
Alphen-Chaam ·
Altena ·
Asten ·
Baarle-Nassau ·
Bergeijk ·
Bergen op Zoom ·
Bernheze ·
Best ·
Bladel ·
Boekel ·
Boxtel ·
Breda ·
Cranendonck ·
Deurne ·
Dongen ·
Drimmelen ·
Eersel ·
Eindhoven ·
Etten-Leur ·
Geertruidenberg ·
Geldrop-Mierlo ·
Gemert-Bakel ·
Gilze en Rijen ·
Goirle ·
Halderberge ·
Heeze-Leende ·
Helmond ·
Heusden ·
Hilvarenbeek ·
Laarbeek ·
Land van Cuijk ·
Loon op Zand ·
Maashorst ·
Meierijstad ·
Moerdijk ·
Nuenen, Gerwen en Nederwetten ·
Oirschot ·
Oisterwijk ·
Oosterhout ·
Oss ·
Reusel-De Mierden ·
Roosendaal ·
Rucphen ·
Sint-Michielsgestel ·
Someren ·
Son en Breugel ·
Steenbergen ·
Tilburg ·
Valkenswaard ·
Veldhoven ·
Vught ·
Waalre ·
Waalwijk ·
Woensdrecht ·
Zundert